# Libycosaurus
Libycosaurus ("thằn lằn Libya") là một trong những chi cuối cùng của anthracothere . Nó sống từ giữa đến cuối Miocen , và trải dài khắp Trung và Bắc Phi , và ở Uganda , nơi khi đó là một môi trường đầm lầy, tươi tốt.